# Sabrina Bryan
Reba Sabrina Hinojos (Yorba Linda (Californië), 16 september 1984) is een Amerikaanse actrice, zangeres en danseres.
Ze werd in 2006 t/m 2009 lid van de groep The Cheetah Girls samen met Kiely Williams en Adrienne Bailon.

## Films
| Jaar | Titel                              | Rol                       | Opmerkingen      |
| ---- | ---------------------------------- | ------------------------- | ---------------- |
| 2008 | Byou 2                             | Sabrina Bryan             | Fitness-dvd      |
| 2008 | The Cheetah Girls 3: One World     | Dorinda Thomas            | Film             |
| 2007 | Dancing with the Stars             | Sabrina Bryan - Seizoen 5 | Televisieserie   |
| 2007 | Disney Channel Games               | Sabrina Bryan             | Yellow Team      |
| 2006 | The Cheetah Girls 2: When In Spain | Dorinda Thomas            | Film             |
| 2006 | Byou                               | Sabrina Bryan             | Fitness-dvd      |
| 2003 | The Cheetah Girls Serie            | Dorinda                   | Niet uitgezonden |
| 2003 | The Cheetah Girls                  | Dorinda Thomas            | Film             |
| 2002 | The Bold and the Beautiful         | Alisa Cordova             | Rol              |
| 2001 | Grounded for Life                  | Suzy                      | Gastoptreden     |
| 2001 | The Jersey                         | Angelina Renard           | Gast             |
| 2001 | The Geena Davis Show               | Tina                      | Gast             |
| 2000 | Driving Me Crazy                   | Terry                     | Niet uitgezonden |
| 1999 | King's Pawn                        | Kelly                     | Niet uitgezonden |
| 1996 | Mrs. Santa Claus                   | Fritzie                   | Film             |

## Albums

### The Cheetah Girls
- The Cheetah Girls
- The Cheetah Girls 2
- Cheetah-licious Christmas
- TCG

### Solo
- Byou

- Biblioteca Nacional de España: XX4826906
- Bibliothèque nationale de France: cb160770484 (data)
- International Standard Name Identifier: 0000 0001 1469 9893
- Library of Congress Control Number: no2007040456
- MusicBrainz: 211be1f7-8de3-490e-ad48-b62051d7f41a
- Virtual International Authority File: 29306254
- WorldCat: E39PBJhGY6cWxbC97F8HjjdbBP